# Hesperumia fumosaria
Hesperumia fumosaria är en fjärilsart som beskrevs av Comstock 1938. Hesperumia fumosaria ingår i släktet Hesperumia och familjen mätare. Inga underarter finns listade i Catalogue of Life.